# Ernő Kolczonay
Ernő Kolczonay (Budapest, 15 maggio 1953 – Budapest, 4 ottobre 2009) è stato uno schermidore ungherese, vincitore di due medaglie d'argento nella scherma ai giochi olimpici.